# Ditylenchus
Genre
Ditylenchus est un genre de nématodes (les nématodes sont un embranchement de vers non segmentés, recouverts d'une épaisse cuticule et mènant une vie libre ou parasitaire).

## Liste des espèces
- Ditylenchus dipsaci (Kuhn, 1857) - anguillule des céréales et des bulbes
- autres: voir BioLib